# Bellevalia cyrenaica
Bellevalia cyrenaica är en sparrisväxtart som beskrevs av René Charles Maire och Marc Weiller. Bellevalia cyrenaica ingår i släktet Bellevalia och familjen sparrisväxter. Inga underarter finns listade i Catalogue of Life.